# Okres Koło
Okres Koło (polsky Powiat kolski) je okres v polském Velkopolském vojvodství. Rozlohu má 1011,03 km² a v roce 2019 zde žilo 86 727 obyvatel. Sídlem správy okresu je město Koło.

## Gminy
Městská:
- Koło

Městsko-vesnické:
- Dąbie
- Kłodawa
- Przedecz

Vesnické:
- Babiak
- Chodów
- Grzegorzew
- Koło
- Kościelec
- Olszówka
- Osiek Mały

## Města
- Dąbie
- Kłodawa
- Koło
- Przedecz

## Sousední okresy
| Růžice kompasu | Radziejów | Włocławek  | Kutno   | Růžice kompasu |
| Růžice kompasu | Konin     | Sever      | Łęczyca | Růžice kompasu |
| Růžice kompasu | Konin     | Okres Koło | Łęczyca | Růžice kompasu |
| Růžice kompasu | Konin     | Jih        | Łęczyca | Růžice kompasu |
| Růžice kompasu | Turek     | Poddębice  | Łęczyca | Růžice kompasu |